# Cerro Naranjos
Cerro Naranjos es una montaña de Bolivia ubicada en las estribaciones de los Andes al oeste del departamento de Santa Cruz, siendo éste el punto más alto del departamento con sus 3.092 metros de altura. Se encuentra dentro del parque nacional Amboró, y a 12 kilómetros al noreste de la localidad de Comarapa, en la provincia Caballero. Esta montaña se caracteriza por estar en una zona húmeda y selvática llamada yunga. En el cerro Naranjos predomina el bioclima pluvial, de carácter ombroclimático húmedo a hiperhúmedo.